# Rainer J. Zotz
Rainer J. Zotz (* 1959) ist Facharzt für Kardiologie, Angiologie sowie spezielle internistische Intensivmedizin und als Professor an der Medizinischen Hochschule Hannover (MHH) tätig.

## Leben
Rainer J. Zotz, der aus der österreichisch-deutschen Unternehmer-, Künstler- und Gelehrtenfamilie Zotz stammt, studierte Medizin an der Universität Mainz, wo er 1985 mit einer Arbeit über Art und Häufigkeit der repetitiven Kammerantwort beim Menschen zum Doktor der Medizin promovierte. Er habilitierte sich an der Universität Marburg und wurde 2003 zum Chefarzt für Innere Medizin an deren Klinikum Schwalmstadt ernannt. Im gleichen Jahr wurde er an der Universität Marburg zum außerplanmäßigen Professor der Medizin ernannt. Seit 2006 ist Zotz Professor an der Medizinischen Hochschule Hannover. Bis 2010 arbeitete er als Chefarzt der Kardiologie an einem Lehrkrankenhaus der Hochschule, dem Klinikum Herford, wo er für die Medizinische Klinik III verantwortlich war, die als Schwerpunkt Patienten mit Herz- und Kreislauf- und Gefäßerkrankungen behandelt.

### Forschungsarbeiten
Rainer J. Zotz ist durch zahlreiche Forschungsarbeiten für die Entwicklung von Diagnoseverfahren hervorgetreten. In seiner Zeit als Professor in Marburg entwickelte er eine Methode, zusätzlich zum Ruhe- und Belastungs-EKG etwaige Veränderungen an den Koronargefäßen bei der Langzeitkontrolle über ein so genanntes Schluckecho darzustellen. Als weltweit erster Anbieter dieser neuen diagnostischen Maßnahme zur noninvasiven kardiologischen Untersuchung erprobte er diese in einem Forschungsprojekt an Patienten einer hessischen Landarztpraxis.
Standard für die Untersuchung der Herzkranzgefäße ist bis heute das invasive Verfahren der Röntgenangiographie, bei denen der Arzt mit einem Diagnosegerät in den menschlichen Körper eindringt. Zotz und seine Mitarbeiter schlagen als Alternative eine nichtinvasive Methode vor, um Koronargefäße in 3D-Ultraschalldatensätzen zu visualisieren.
Zotz war auch an der Entwicklung eines Verfahrens beteiligt, durch das Ultraschallsonden Bildserien vom Herzen in verbesserter Qualität aufnehmen. Dabei werden die Artefakte der starken Eigenbewegung des Herzens durch eine paarweise Registrierung von Bildern in den Volumendatensätzen mittels affiner Transformationen reduziert. Das Verfahren ermittelt die Parameter durch Fourier-Mellin invariante Deskriptoren und Korrelationsverfahren.

## Schriften
- „Fragment reconstruction of coronary arteries using transesophageal echocardiography for coronary diagnostics.“ European journal of echocardiography : the journal of the Working Group on Echocardiography of the European Society of Cardiology 2008; 9(6):796-802 (mit Philipp S. Wild; Benjamin Funke; Tobias Geisler und Adel Abushi)
- „Pre-procedural expression of Mac-1 and LFA-1 on leukocytes for prediction of late restenosis and their possible correlation with advanced coronary artery disease.“ Cytometry. Part B, Clinical cytometry 2003; 53(1):63-9 (mit Kazem Rahimi; Holger K. Maerz; und Attila Tárnok)
- „Fragment reconstruction of coronary arteries by transesophageal echocardiography: a method for visualizing coronary arteries with ultrasound.“ Circulation 2002; 105 (13): 1579–84 (mit Philipp S. Wild)